# SAI Ambrosini Grifo
Il SAI Ambrosini S.1001 Grifo o SAI Ambrosini Grifo o Ambrosini 1001 Grifo è stato un monoplano bi-quadriposto ad ala bassa monomotore da turismo e addestramento, progettato dall'ing. Sergio Stefanutti e costruito dopo la seconda guerra mondiale dalla Società Aeronautica Italiana Ambrosini.

## Tecnica
Derivato dal velivolo prebellico SAI Ambrosini 2S era costruito in legno e rivestito in tela. Si trattava di un monoplano ad ala bassa monolongherone quadriposto con una fusoliera a guscio, con un carrello fisso carenato e pattino posteriore; i posti erano affiancati sia nella versione biposto che in quella quadriposto.
Ne vennero costruite tre versioni:
- quadriposto con doppi comandi a manubrio,
- quadriposto con comando singolo a barra (versione aerotaxi),
- biposto con doppi comandi (versione da addestramento).

Era dotato di motore a 4 cilindri in linea rovesciato raffreddato ad aria Alfa Romeo 110bis da 130 CV o Alfa Romeo 110ter da 150 CV, che comandava un'elica bipala.

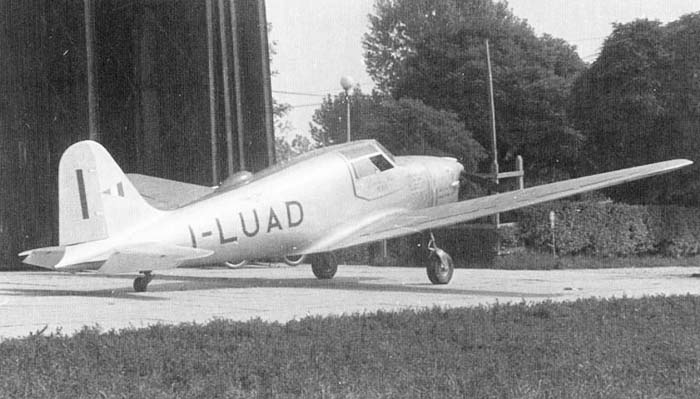
Il SAI Ambrosini S.1002 Trasimeno

L'Aeronautica Militare acquistò tre esemplari muniti del motore de Havilland Gipsy Major da 147 CV (108 kW) a 2 550 giri/min.
Mostrarono interesse al velivolo la Fuerza Aérea Argentina, la Spagna per l'Ejército del Aire e Israele per l'Heyl Ha'Avir.
Successivamente in modo autonomo, la SAI Ambrosini sviluppò una versione evoluta, il SAI Ambrosini S.1002 Trasimeno, che aveva un'apertura alare maggiorata di 1 m e un angolo di diedro più accentuato. Questa versione però non incontrò l'interesse delle autorità aeronautiche militari dell'epoca.

## Record

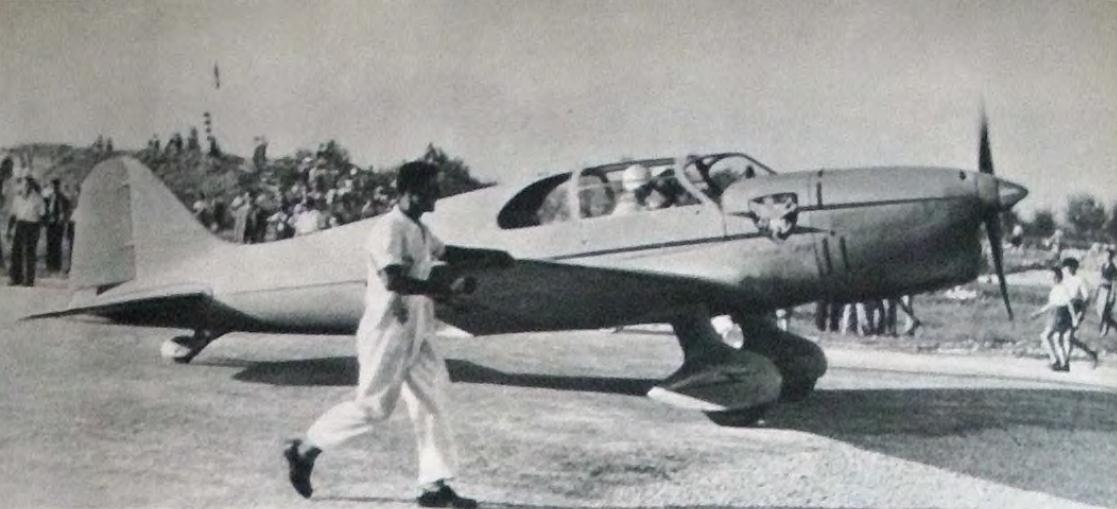
Il Grifo Angelo dei Bimbi

Il Grifo 1001 Ambrosini, era anche conosciuto come l'"angelo dei bimbi" per aver compiuto una trasvolata atlantica per una raccolta fondi a favore di bambini mutilati della Fondazione Don Gnocchi.
Il 28 aprile 1948, a bordo del "Grifo", i piloti Leonardo Bonzi e Maner Lualdi stabilirono un primato sulla distanza di 4270 km, percorsi senza scalo tra Udine e Massaua.
Nel gennaio e febbraio del 1949 il velivolo, con la matricola I-ASSI e sempre pilotato da Bonzi e Lualdi, fece una Crociera dell'Amicizia italo-argentina tra Milano e Buenos Aires, con un trasvolo di 3500 km sull'Atlantico tra Dakar a Paraíba.
Lo stesso velivolo nel luglio e nell'agosto del 1949 con i piloti Roveda e Vittore, compì una crociera di 7600 km in Sud America con una trasvolata sulle Ande.
Queste trasvolate servirono per una raccolta fondi atta a finanziare la ricostruzione postbellica in Italia: i piloti riuscirono a raccogliere 500 milioni di lire, donate dalle comunità italiane dei paesi visitati. L'aereo I-ASSI che è oggi visibile al Museo dell'Alfa Romeo a Milano. è una copia dato che l'I-ASSI con a bordo Riccardo Roveda e Vittore è caduto a S.Josè di Costarica l'11 giugno 1949 (vedi Corriere della sera 12 giugno 1949)
Il Raid Milano-Buenos Aires fu il 1º volo transatlantico effettuato con un aereo da turismo..